# Espagnole River
Espagnole River är ett vattendrag i Dominica.   Det ligger i parishen Saint Peter, i den västra delen av landet, 27 km norr om huvudstaden Roseau. Espagnole River ligger på ön Dominica.